# Butch Hartman
Elmer Earl "Butch" Hartman IV (Highland Park, 10 de janeiro de 1965) é um animador, diretor, produtor, escritor e dublador americano. Ele é mais conhecido por criar as séries The Fairly OddParents, Danny Phantom, T.U.F.F. Puppy e Bunsen Is a Beast, da Nickelodeon. Hartman também possui uma produtora, a Billionfold Inc., que ele usa principalmente para produzir suas séries. Hartman foi produtor executivo de The Fairly OddParents durante a totalidade de sua execução de dezesseis anos.
Em 8 de fevereiro de 2018, Hartman anunciou em um vídeo do YouTube que havia deixado a Nickelodeon em 2 de fevereiro depois de trabalhar no estúdio desde dezembro de 1997; ele confirmou que isso resultou no fim da produção de Bunsen Is a Beast após uma temporada. Seu último programa de animação, HobbyKids Adventures, estreou no YouTube em 2019. Em 2021, ele retornou à Nickelodeon para produzir um show de reinicialização de Fairly OddParents, The Fairly OddParents: Fairly Odder, que estreou na Paramount+ em 31 de março de 2022.

## Primeiros anos
Hartman nasceu em Highland Park, Michigan. Ele recebeu o apelido de Butch quando jovem e continuou a usá-lo quando adulto. Hartman passou sua infância em Roseville, Michigan e sua adolescência em New Baltimore, Michigan. Ele se formou na Anchor Bay High School em New Baltimore em 1983, e posteriormente frequentou o California Institute of the Arts em Valencia, Califórnia. Como um jovem estudante, ele apareceu no The Match Game-Hollywood Squares Hour ganhando cerca de três mil dólares.

## Carreira

### Início de carreira
Enquanto ainda frequentava a CalArts, Hartman estagiou como animador intermediário no filme de Don Bluth, An American Tail. Antes de se formar, ele foi um concorrente no Match Game-Hollywood Squares Hour por três episódios e logo após se formar, ele foi contratado como designer de personagens e artista de storyboard para uma série animada não identificada de My Little Pony. Como não tinha experiência anterior com storyboards, logo foi demitido. Posteriormente, ele encontrou trabalho na Ruby-Spears, onde trabalhou em It's Punky Brewster e Dink, the Little Dinosaur. Ele também foi membro da equipe de referência de vídeo para o filme Pocahontas, da Disney.
No início dos anos 1990, ele foi contratado como artista no departamento de modelos da Hanna-Barbera, e acabou sendo contatado pelo presidente do estúdio Fred Seibert para fazer os curtas Pfish and Chip e Gramps para o What a Cartoon! Show. Eventualmente, ele se tornou um escritor, diretor e artista de storyboard para vários das primeiras séries da Cartoon Network, incluindo Dexter's Laboratory, Johnny Bravo, Cow and Chicken e I Am Weasel. Depois que seu contrato com a Hanna-Barbera expirou, ele foi trabalhar com Seibert em seu novo estúdio, Frederator, na série Oh Yeah! Cartoons da Nickelodeon.
Durante seu tempo trabalhando na Hanna-Barbera, ele se tornou amigo do futuro criador de Family Guy, Seth MacFarlane. Os dois mais tarde fariam juntos o curta Zoomates para Oh Yeah! Cartoons. O personagem Dr. Elmer Hartman em Family Guy foi inspirado em Hartman. Ele também dublou vários personagens nas primeiras temporadas do programa.

### Trabalhando na Nickelodeon
Seu maior sucesso veio em dezembro de 1997, quando criou The Fairly OddParents. A série começou originalmente como uma série de curtas no programa de antologia, Oh Yeah! Cartoons. Eventualmente, a Nickelodeon decidiu escolher os curtas como uma série completa. Estreando em 2001, a série adaptada acabou se tornando um grande sucesso, perdendo apenas nas classificações para SpongeBob SquarePants (e por um breve período até passou na classificação de SpongeBob). Após o terceiro crossover de The Adventures of Jimmy Neutron, Boy Genius, The Jimmy-Timmy Power Hour 3: The Jerkinators, a série cessou a produção em 2006, mas foi anunciado no fórum de Hartman em 2 de fevereiro de 2007, que mais 20 episódios seriam produzidos; a 6.ª temporada de Fairly OddParents foi ao ar em 18 de fevereiro de 2008, começando com o especial de uma hora, Fairly OddBaby. De 1.º de maio de 2009 a 3 de maio de 2009, o especial de 3 partes Wishology foi ao ar; embora isso também tenha sido originalmente planejado como um final da série, a série foi renovada para mais uma temporada. Uma décima temporada foi finalmente encomendada em 2015. The Fairly OddParents é o segundo programa de animação mais antigo da Nickelodeon, atrás somente de SpongeBob.
Devido ao sucesso de The Fairly OddParents, Hartman foi convidado a criar outra série para a Nickelodeon; Hartman diz que o presidente da Nickelodeon perguntou se ele tinha uma ideia e, antes que pudesse dizer o título, recebeu luz verde. O desenho mais tarde se tornaria Danny Phantom. Para produzir a série, em 2003, Hartman fundou sua própria produtora, Billionfold Inc., que ele também usou, e ainda usa hoje, para produzir seus outros projetos. Danny Phantom recebeu elogios da crítica e é considerado a melhor série de Hartman, com o próprio Hartman reconhecendo-o como talvez o melhor de seus programas. Danny Phantom teve a produção concluída no início de 2007.
Por volta de 2008-2009, Hartman começou a produzir seu terceiro desenho para a Nickelodeon, T.U.F.F. Puppy, que estreou em 2010 ao lado do derivado de Jimmy Neutron, Planet Sheen. A série recebeu críticas mistas a positivas e durou três temporadas antes de ser cancelada.
Sua série final, Bunsen Is a Beast, foi ao ar na Nickelodeon e Nicktoons de 16 de janeiro de 2017 a 10 de fevereiro de 2018. Em 8 de fevereiro de 2018, Hartman anunciou em suas contas do Twitter e YouTube que havia deixado a Nickelodeon em 2 de fevereiro após uma estadia de vinte anos.

### Outros trabalhos
Em 2015, Hartman lançou uma "rede [online] infantil segura de séries live-action e desenhos animados" chamada Noog Network.
Em outubro de 2017, Hartman iniciou um podcast chamado Speech Bubble, no qual fala sobre desenhos animados, filmes, cultura pop e vários outros tópicos. Vários dubladores apareceram no podcast, incluindo Rob Paulsen, Tara Strong, Jerry Trainor, Grey Griffin e Vic Mignogna. Depois de inicialmente postar trechos em seu canal principal do YouTube, os vídeos do podcast foram posteriormente movidos para seu próprio canal dedicado no YouTube, agora incluindo episódios completos.
Em 22 de junho de 2019, a mais recente série animada de Hartman, HobbyKids Adventures, estreou. Esta série, produzida pela PocketWatch, Inc., foi criada para o canal do YouTube HobbyKidsTV. Em 13 de julho, Hartman lançou um livro, Mad Hustle, que detalha os prós e contras de lançar e vender uma série em Hollywood.
Hartman iniciou uma campanha no Kickstarter para a OAXIS Entertainment, um serviço de streaming declarado como uma alternativa "familiar". Depois que a meta de arrecadação de fundos foi alcançada, foi revelado que a rede deveria ser especificamente cristã, o que nunca foi divulgado na página. No entanto, mais tarde, ele afirmou que, embora a fé continuasse a fazer parte de sua vida, o OAXIS não seria um serviço baseado na fé.
Em fevereiro de 2021, Hartman foi acusado de plágio quando publicou sua obra de arte encomendada do personagem de Attack on Titan, Mikasa Ackerman, na qual foram observadas semelhanças com uma obra de arte de 2018 de um artista japonês. O artista confirmou que Hartman não recebeu permissão.

### Retorno à Nickelodeon
Em fevereiro de 2021, Hartman foi anunciado como produtor de The Fairly OddParents: Fairly Odder, uma reinicialização live-action/animada de seu programa original. A série estreou em 31 de março de 2022.

## Vida pessoal
Hartman atualmente vive em Bell Canyon, Califórnia, com sua esposa, Julieann, e filhas, Carly e Sophia Hartman. Ele também tem três irmãos mais novos. Hartman também é um cristão nascido de novo abertamente devoto e criacionista da Terra jovem, convertendo-se em 2000 depois de ouvir um sermão de Frederick K. C. Price.
Em 2005, Hartman, junto com sua esposa, fundou a Hartman House, uma organização sem fins lucrativos que apoia pessoas em países em desenvolvimento, bem como algumas das áreas mais atingidas pela pobreza nos Estados Unidos. A Hartman House construiu duas casas para famílias na Guatemala, alimentou cerca de 7.200 famílias com refeições de Ação de Graças nos EUA e está financiando uma escola em Uganda. Nos eventos da Hartman House, Hartman geralmente desenha e autografa itens relacionados ao seu trabalho para crianças.